# گمینا اوشک یاشلسکی
گمینا اوشک یاشلسکی (به لهستانی:  Gmina Osiek Jasielski) یک گمینا در لهستان است که در شهرستان یاسوو واقع شده‌است. گمینا اوشک یاشلسکی ۶۰٫۴۷ کیلومتر مربع مساحت و ۵٬۳۰۸ نفر جمعیت دارد.